# Champeaux-sur-Sarthe
Champeaux-sur-Sarthe település Franciaországban, Orne megyében. Lakosainak száma 160 fő (2022. január 1.). Champeaux-sur-Sarthe Sainte-Scolasse-sur-Sarthe, Bazoches-sur-Hoëne, Bures, Saint-Aubin-de-Courteraie és Saint-Germain-de-Martigny községekkel határos.

## Népesség
A település népességének változása:
| Lakosok száma | 185  | 172  | 175  | 167  | 165  | 162  | 160  | 161  | 160  |
|               | 2013 | 2015 | 2016 | 2017 | 2018 | 2019 | 2020 | 2021 | 2022 |